# Kamera skura
Kamera skura je umělecká skupina založená v roce 1996 v Ostravě. Skupina existovala do roku 2015, jejími členy byli Martin Adamec (* 1972), René Rohan (* 1973), Martin Červenák a Jiří Maška.
Skupina Kamera skura začala svoji práci rozvíjet v polovině devadesátých let minulého století na Ostravsku, v regionu České republiky poznamenaném dlouhodobou důlní i průmyslovou činností a procházejícím v té době hospodářskou restrukturalizací. Ekonomické protiklady i sociální napětí, které jsou průvodním jevem této restrukturalizace, ovlivňovaly podobu uměleckých projektů Kamery skury.
V roce 2003 reprezentovala Kamera skura spolu se slovenskou skupinou Kunst-fu Českou republiku na Bienále v Benátkách projektem SUPERSTART – třímetrovou sochou – stylizovanou postavou Ježíše Krista cvičícího na kruzích.

## Výstavy/akce
2006
- Chaplin Resident Fighter, Futura, Praha
- Mezi námi skupinami II, Přehlídka současných výtvarných skupin, Dům pánů z Kunštátu, Brno
- Prague Biennale 2, Karlín, Praha

2005
- Double Check, Camera Austria (Kunsthaus Graz), Graz, Austria
- Superstart in Ostrava, Dům umění Ostrava

2004
- Superstart in Bratislava, koncertní síň Klarisky, Bratislava, Slovensko
- Superstart in Prague, Galerie VŠUP, Praha
- Four Roses, Galeria Arsenal, Białystok, Polsko
- Cena Jaromíra Funkeho 2004, Pražský dům fotografie, Praha
- Veselé vánice, Galerie Šternberk, Šternberk
- Double Check, Galerija sodobne umetnosti, Celje, Slovinsko
- Divine Heroes, Kulturzentrum bei den Minoriten, Graz, Rakousko
- Man & Woman, God Becomes A Man, Museum of New Art, Pärnu, Estonsko
- Interrupted Game, Galerie für zeitgenössische Kunst, Lipsko, SRN

2003
- Superstart, s Kunst-fu, česko-slovenský pavilon na Benátském bienále, Itálie
- Naši Pražané nám rozumějí, Behémót, Praha
- Dvojitý Nelson, trojitý Mandela, Dům umění, Brno
- Trvale vysoké ceny, Art Factory, Praha
- Osobnost roku 2003, Výroční cena časopisu PARS za nejvýraznější výtvarný počin roku 2003
- III. Zlínský salón mladých, Státní galerie Zlín
- Indian Summer Festival, NoD, Praha

2002
- Nevíme, čo to je, s Kunst-fu, Galerie Jelení, Praha
- Pelmelus Classica, Galerie E. Filly, Ústí nad Labem
- Česká a slovenská fotografie 80. a 90. let 20. století, Muzeum umění Olomouc
- Česká a slovenská fotografie 80. a 90. let 20. století, Dom umenia, Bratislava, Slovensko
- IV. bienále mladého umění Zvon 2002, Dům U kamenného zvonu, GHMP, Praha

2001
- Junge Kunst aus Prag, Galerie Raskolnikow, Drážďany, SRN
- Čí je to dítě?, Galerie MXM, Praha
- Total Bruntal, Galerie V kapli, Bruntál
- Hvězdy stříbrného plátna, Galerie V.Špály, Praha
- Kamera skura Is Not Dead, Sokolská 26, Ostrava
- Vánoční lesík, Galerie Šternberk, Šternberk
- Osma bez kormidelníka, Galerie Caesar, Olomouc
- Výtvarníci z Ostravy, Povážská galéria umenia, Žilina, Slovensko
- Icing, ICA, Dunaújváros, Maďarsko / Galerie V. Špály, Praha
- Babylon Times, Galerie G4, Cheb
- Never Stop the Action, rotor, Graz, Rakousko
- Akční Praha, NoD, Praha
- Ostrava – Košice, Muzeum V. Löfflera, Košice
- Criss/Cross: Praha, Stuttgart, Wroclawv, projekt NCSU, Centrum Broumov, Broumov
- Objekt-objekt, ČMVU, Praha

2000
- Kamera skura, Galerie De Gruitpoort, Doetinchem, Nizozemí
- 26. salón mladých, Pavilon 5, Záhřeb, Chorvatsko
- Osobní rituály, Dům U rudého vola, Brno
- II. Zlínský salón mladých, Státní galerie Zlín
- De Tsjechen komen, Galerie Gemeenthuis, Huissen, Nizozemí
- Konec světa?, Palác Kinských, Národní galerie, Praha
- Hnízda her, Galerie Rudolfinum, Praha

1999
- iKs album, Alliance Francaise, Ostrava
- Kamera skura – Luxsus, Galerie Jelení, Praha
- Útočník, Galerie Půda, Český Těšín
- …, Universal NoD, Praha
- Blue Fire. III. bienále mladého umění, Dům U kamenného zvonu, GHMP, Praha
- Vzdálené podobnosti. Něco lepšího než kosmetika, Veletržní palác, Národní galerie, Praha
- Open House, s Bezhlavý jezdec, Luxsus, projekt NCSU, zámek Čimelice
- Laboratoř, Galerie Sýpka, Vlkov u Brna
- Perplex, Galerie V. Špály, Praha
- Zloty Schilling, Dům umění, Znojmo

1998
- Marek poprvé před kamerou, Galerie W. Wünsche, Havířov
- Sever proti jihu, Galerie mladých / U dobrého pastýře, Brno
- Ostrava umjeni…..?, Mánes, Praha

1997
- Kamera skura, Galerie 761, Ostrava
- Kolmo k ose, Galeria Miejsce, Czesyn, Polsko

1996
- Autosalon, Pavilon C – Černá louka, Ostrava
- Laboratórium, býv. psychiatrická klinika, Košice, Slovensko
- Kapitální úlovek, Galerie Fiducia, Ostrava
- Konfrontace, Svárov